# Jocelyn Gill
Jocelyn Gill   (Arizona i Flagstaff, 1916 - Cincinnati, 26 d'abril de 1984) va ser una astrònoma estatunidenca que va treballar per a la NASA.

## Biografia
Jocelyn R. Gill es va graduar al Wellesley College el 1938. Va treballar al Mount Holyoke College com a assistent de laboratori i instructora d'astronomia, abans de ser contractada a l'Institut Tecnològic de Massachusetts (MIT) i de rebre el seu doctorat a la Universitat Yale el 1959.
Gill es va incorporar a la NASA el 1961, on va treballar en el programa espacial tripulat, va dur a terme investigacions, va ocupar el càrrec de cap de ciència en vol de 1963 a 1966 i va treballar en el Projecte Gemini. Va participar en un vol d'eclipsi solar el juliol de 1963 en el qual va observar la corona solar i tenia com a objectiu ensenyar astronomia als astronautes que viatjaven amb ella; un camp en el qual d'altra manera no estaven obligats a tenir coneixements.
Gill va ser membre de l'Associació Americana per a l'Avanç de la Ciència i va rebre el Premi Federal de Dones el 1966.
A Gill se li va diagnosticar esclerosi múltiple i el 1966 va rebre un premi de la Societat Nacional d'Esclerosi Múltiple per ser la seva dona de l'any. Va morir de la malaltia l'abril de 1984 als 67 anys d'edat.